# 丰山乡 (海伦市)
丰山乡，是中华人民共和国黑龙江省绥化市海伦市下辖的一个乡镇级行政单位。

## 行政区划
丰山乡下辖以下地区：
丰龙村、丰山村、丰义村、丰收村、丰荣村、丰太村、丰源村、丰庆村、丰合村和丰权村。